# Amanita eliae
Amanita eliae Quél., 1872 è un fungo appartenente alla famiglia Amanitaceae. Cresce in estate.

## Descrizione
Il cappello ha un diametro massimo di 9 cm.

## Commestibilità
Di scarso valore ma commestibile.

## Tassonomia

### Sinonimi e binomi obsoleti
- Amanita eliae f. candida  Neville & Poumarat, Fungi europ. (Alassio) 9: 375 (2004)
- Amanita eliae Quél.,  Mém. Soc. Émul. Montbéliard, Sér. 2 5: 230 (1872) f. eliae
- Amanita eliae f. griseovelata Bertault, Bull. Soc. mycol. Fr. 81: 359 (1965)
- Amanita eliae Quél., Mém. Soc. Émul. Montbéliard, Sér. 2 5: 230 (1872) var. eliae
- Amanita eliae var. griseovelata (Bertault) Migl. & Camboni, Boll. Gruppo Micol. 'G. Bresadola' (Trento) 43(2): 125 (2000)
- Amanita eliae var. griseovelata Bertault ex Neville & Poumarat, Fungi europ. (Alassio) 9: 370 (2004)
- Amanita griseovelata (Bertault) F. Massart, Boll. Gruppo Micol. 'G. Bresadola' (Trento) 40(2-3): 300 (1997)
- Amanita raymondii Contu,  Boll. Gruppo Micol. 'G. Bresadola' (Trento) 43(2): 80 (2000)
- Amanitaria eliae (Quél.) E.-J. Gilbert, in Bresadola,  Iconogr. Mycol. 27(Suppl. 1): 77 (1941)
- Amanitaria eliae (Quél.) E.-J. Gilbert, in Bresadola,  Iconogr. Mycol. 27(Suppl. 1): 77 (1941)  f. eliae
- Amanitaria eliae f. exannulata  A.G. Parrot, Bull. trimest. Soc. mycol. Fr. 81(4): 659 (1966) [1965][2]